# Ana Collado Jiménez
Ana Collado Jiménez, née le 8 février 1984 à Ávila en Castille-et-León, est une députée européenne représentant l'Espagne depuis le 6 septembre 2023 en remplacement de Esteban González Pons.

## Biographie
Elle a suivi des études doctorales, notamment à l'Université complutense de Madrid. Elle a travaillé en tant que chercheuse à la fondation FAES et dans le cabinet du président du Parti populaire. Elle a également été enseignante universitaire à l'UCM. De 2012 à 2016, elle a occupé le poste de conseillère auprès du ministre de l'Éducation, de la Culture et des Sports. Ensuite, jusqu'en 2019, elle a fait partie de l'exécutif du district madrilène de Chamartín. Par la suite, elle a travaillé dans le secteur privé et a été secrétaire du panel d'experts à la Fondation pour la Connaissance madri+d.
En 2021 et 2023, elle a été élue au parlement régional de la Communauté de Madrid. En septembre 2023, elle a assumé le mandat de députée européenne de la IXe législature, rejoignant le groupe du Parti populaire européen.